# Competência (direito)
Competência (vocábulo derivado do latim competentia - de competere: estar em gozo ou no uso de) possui, em Direito, duas acepções distintas. Mais raramente, é utilizado para significar a capacidade, no sentido de "aptidão", pela qual uma pessoa pode exercitar ou fruir de um direito. No seu sentido mais comum, é a esfera legítima de exercício de um determinado poder dado a uma autoridade pública pela lei.

## Poder jurisdicional
Dentro do sentido mais aceito entre os juristas e acadêmicos do Direito, é utilizada para significar a limitação ao exercício do poder jurisdicional, materializada em um conjunto de regras que definem o órgão judicial responsável por este exercício da jurisdição. Objetivando a organização de tarefas e a racionalização do trabalho, exprime-se em critérios: de lugar; do tipo da matéria (civil, penal, trabalhista e etc); em relação às pessoas que estão demandando ou sendo demandadas; e em relação à organização funcional (divisão de tarefas entre órgãos de mesma abrangência). Definida em lei (ou seja, a lei fixa quais as regras que determinam a autoridade competente), a competência estabelece os limites dentro dos quais pode, legitimamente, um juiz julgar. Quando fora das situações expressas nessas regras, ocorre a incompetência, que torna o exercício do poder jurisdicional em determinados casos ilegítimo.
Assim, liga-se ao princípio do juiz natural ao impedir a designação de juízes "ad hoc", servindo para garantir independência e imparcialidade ao julgador.

## Outros poderes estatais
Ainda em seu sentido mais comum, pode se referir, também, ao exercício de qualquer poder de decisão ou atuação administrativa de uma autoridade pública. Assim, refere-se à atribuição do exercício de um poder específico, definida em lei. Neste sentido, pode-se falar em competência administrativa, legislativa, tributária e etc.